# Enicospilus shoyozanus
Enicospilus shoyozanus là một loài tò vò trong họ Ichneumonidae.